# Diplolepis eglanteriae
Espèce
Diplolepis eglanteriae est une espèce d'insectes hyménoptères cynipidés qui provoque la formation de galles sphériques sur l'églantier et différentes autres espèces du genre Rosa.
De la taille d'un petit-pois, ces galles uniloculaires sont le plus souvent de couleur blanc à vert clair et rosé à rouge. Elles ne peuvent être distinguées à coup sûr de celles de Diplolepis nervosa, qui peuvent également être lisses, ou porter quelques petites cornes. 
L'espèce proche Diplolepis rosae provoque l'apparition sur les rosiers ou sur les églantiers d'autres galles, les bédégars, qui se présentent sous l'aspect de touffes hirsutes formées de nombreux filaments verdâtres à rougeâtres.